# Caius Iulius Iullus (consul en -482)
Pour les articles homonymes, voir Caius Iulius Iullus et Iulius Iullus.
Caius Iulius Iullus est un homme politique romain du Ve siècle av. J.-C., consul en 489 et 482 av. J.-C.

## Famille
Il est membre de la gens des Iulii. Il est le fils d'un Caius et le petit-fils d'un Lucius. Son nom complet est Caius Iulius C.f. L.n. Iullus.
Il a deux frères, Caius Iulius Iullus, consul en 489 av. J.-C., et Vopiscus Iulius Iullus, consul en 473 av. J.-C. Il est le père de Caius Iulius Iullus, consul en 447, 435 et 434 av. J.-C.,

## Biographie

### Consulat (489)
Les fragments des fastes capitolins pour l'année 482 av. J.-C. permettent de prouver que Caius Iulius Iullus a exercé deux consulats et qu'ainsi il s'agit du même individu.

### Consulat (482)
Aucun consul ne semble avoir été élu au début de l'année 482 av. J.-C. et ce sont deux interrois (interreges) qui se succèdent pour mener à bien les élections : Aulus Sempronius Atratinus suivi de Spurius Larcius Flavus,.
Iullus est alors élu consul en 482 av. J.-C. avec Quintus Fabius Vibulanus pour collègue. Durant leur mandat, Rome conclut une alliance avec Caeré, la rivale de Véies. Les luttes internes ne s'apaisent pas et les Èques reprennent les armes tandis que les Véiens ravagent le territoire romain. Ce sont leurs successeurs qui sont chargés de ces guerres.

### Décemvirat (451)
En 451 av. J.-C., Caius Iulius est membre du premier collège de décemvirs présidé par Appius Claudius Sabinus. Il participe à la rédaction des dix premières lois qui seront complétées par deux lois supplémentaires l'année suivante, donnant naissance à la loi dite « des Douze Tables ».

### Fin de carrière
En 449 av. J.-C., le second collège des décemvirs se maintient illégalement au pouvoir, à l'encontre de la volonté des patriciens et des plébéiens. Les armées envoyées combattre les Èques et les Sabins, commandées par huit des dix décemvirs, se révoltent, reviennent à Rome et se rassemblent sur le mont Sacré, demandant le départ des décemvirs. Les consulaires Servius Sulpicius, Spurius Tarpeius et Caius Iulius sont envoyés négocier avec les plébéiens qui ont fait sécession,. Finalement, les décemvirs abandonnent leurs fonctions, huit partent en exil et deux sont poursuivis en justice mais mettent fin à leurs jours avant le procès.